# Pecluma sursumcurrens
Pecluma sursumcurrens là một loài thực vật có mạch trong họ Polypodiaceae. Loài này được (Copel.) M.G. Price miêu tả khoa học đầu tiên năm 1983.